# Lissonota versicolor
Lissonota versicolor är en stekelart som beskrevs av Holmgren 1860. Lissonota versicolor ingår i släktet Lissonota och familjen brokparasitsteklar. Arten är reproducerande i Sverige. Utöver nominatformen finns också underarten L. v. meridionator.